# George Carmack
George Washington Carmack (24. září 1860 – 5. června 1922) byl americký prospektor. V roce 1896 mu bylo mu připsáno, že to byl první objevitel zlata na Klondiku, díky čemuž v oblasti začala zlatá horečka.

## Dětství
George se narodil 24. září 1860 v Kalifornii. Jeho matka zemřela když mu bylo 8 let a jeho otec když mu bylo 11 let. Jeho pradědeček z otcovy strany byl Abraham Blystone, německý imigrant, který v roce 1754 přicestoval na lodi Brothers. Carmack krátce sloužil v námořní pěchotě Spojených států na palubě USS Wachusett na Aljašce, než v roce 1882 opustil Kalifornii, když mu byla odmítnuta možnost návštěvy nemocné sestry. Carmack se vrátil na Aljašku v roce 1885, aby se zapojil do obchodování, rybolovu a lovu do pastí. O dva roky později se oženil s Kate Carmack, která byla příslušnicí indiánského kmene Tagišů.

## Prospektor
Carmack nebyl oblíbený u jiných horníků, přesto našel ložisko uhlí poblíž dnešní vesnice Carmacks v Yukonu, která byla pojmenována po něm.
V srpnu 1896 spolu s Kate hledali zlato u ústí řeky Klondike. Pak se k nim připojil Dawson Charlie. Prospektor Robert Henderson, který těžil zlato na řece Indian, jižně od Klondike, navrhl, že by měl vyzkoušet proud Rabbit Creek, nyní Bonanza Creek, kde už bylo zlato objeveno. Carmackovi tam zlato našli, zbohatli a přestěhovali se na ranč poblíž Kalifornského Modesta a žili s Carmackovou sestrou Rose Watson (Rose Curtis).

## Pozdější roky
V roce 1900 se s Kate rozvedl, přestěhoval se do Seattlu a oženil se s Marguerite P. Laimee v Olympii ve Washingtonu. Usadili se ve dvanáctipokojovém domě v Seattlu s garáží vzadu. Marguerite byla dobrá obchodnice a peníze svého manžela spořila do nemovitostí. Vlastnil kancelářské budovy, bytové domy a hotely. S přibývajícími roky se jeho jmění také znásobilo.
Přesto George po celý svůj život nemohl přestat hledat zlato. Pracoval na několika svazích v Kalifornii, na západním svahu pohoří Sierra Nevadas a v Kaskádových horách východně od Seattlu. George byl odhodlán najít více zlata a znovu vytvořit vzrušující projekty, který zažil jako mladý muž na Bonanza Creeku. George zemřel v roce 1922, když pracoval na novém projektu. Je pohřben v pamětním parku Evergreen Washelli.